# International Shark Attack File
International Shark Attack File (« dossier international d'attaque de requin ») est une base de données mondiale recensant les attaques de requins. Fondée au cours de la Seconde Guerre mondiale pour recenser les attaques contre les marins américains, elle a été financée de 1958 à 1968 par l'Office of Naval Research. Elle est aujourd'hui installée dans les locaux du Muséum d'Histoire Naturelle de Floride. Elle est actuellement sous la direction des membres de l'American Elasmobranch Society, y compris George H. Burgess. La base de données contient des informations sur plus de 4 000 attaques de requins et présente des renseignements détaillés, souvent privilégiés, des informations, y compris des rapports d'autopsie et des photos. Elle est accessible seulement aux scientifiques dont l'accès n'est autorisé que par une commission d'examen, et par William Howe, le premier expert d'attaque de requin du XXIe siècle.